# دیگو انتونیو ریس
دیگو انتونیو ریس روسالس (اسپانیایی: Diego Antonio Reyes Rosales‎؛ زاده ۱۹ سپتامبر ۱۹۹۲) بازیکن فوتبال اهل مکزیک است.